# Californie - Pezou
Pour les articles homonymes, voir Californie (homonymie).
Californie - Pezou est l'un des quartiers de Cannes, ainsi dénommé car il est formé par les lieux-dits du même nom.

## Géographie
Le quartier Californie - Pezou est situé sur une colline surplombant la baie de Cannes à l'extrémité est de la ville. Le col Saint-Antoine dominant le vallon de Mauvarre dans le massif de la Maure constitue, à 260 m, le point culminant de Cannes. Le quartier est entouré, à l'ouest, par le quartier Prado - République délimité par le boulevard de la République, la rue Marcelin-Berthelot, l'avenue Prado-Provence, l'avenue Commandant Bret, l'avenue Paul-Guigou, au nord, par la commune du Cannet, à l'est, par la commune de Vallauris délimitée par la Via Julia Augusta, le chemin de la chapelle Saint-Antoine et le vallon de la Mauvarre et, au sud, par le quartier Centre - Croisette, délimité par le boulevard de la Première-Division-française-libre, le quartier de la Pointe Croisette, délimité par l'avenue du Maréchal Juin, et par la corniche sur la mer Méditerranée, longée par la suite de l'avenue du Maréchal Juin. Il comprend les lieux-dits d'Oxford, de Super-Cannes, de la Peyrière, des Gabres et de la Californie. La jonction entre la Californie et la Pointe Croisette est plus connue, localement, sous l'appellation de « Basse Californie » .

## Histoire

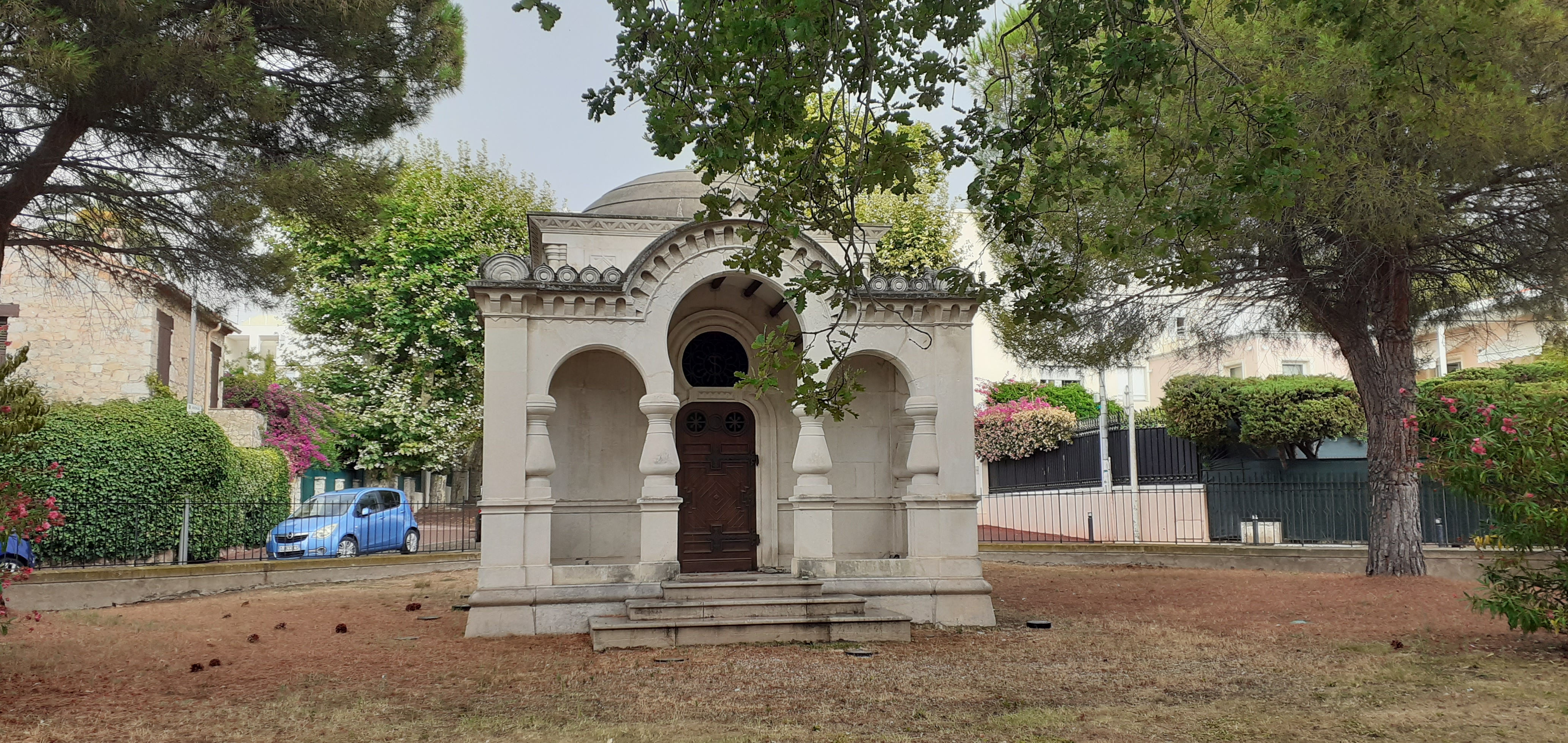
Chapelle Alexandra dans le quartier de la Californie

Le quartier doit son nom à l'hôtel de la Californie érigé en 1876 (avenue du Roi-Albert Ier), très en vogue à l'époque avec une clientèle internationale constituée de personnalités, de têtes couronnées, d'écrivains, etc. Cet édifice est aujourd'hui un immeuble en co-propriété. Le nom Pezou (prononcer Pézou) provient de la colline éponyme située sur les hauteurs de Cannes dans le secteur du col de Saint-Antoine et limitrophe des communes du Cannet et de Vallauris.
Eugène Tripet, consul de France à Moscou et son épouse Alexandra Féodorovna Skrypitzine font construire en 1849 la villa Alexandra, première résidence de villégiature sur les pentes de la Californie. Ils sont bientôt suivis par les représentants de l'aristocratie russe hivernant dans le Midi. Si la Croix-des-Gardes, investie par la gentry britannique, est appelée le « quartier anglais », la Californie est baptisée la « petite Russie ». Dès 1894 la communauté russe de Cannes fait bâtir l'église Saint-Michel-Archange,.

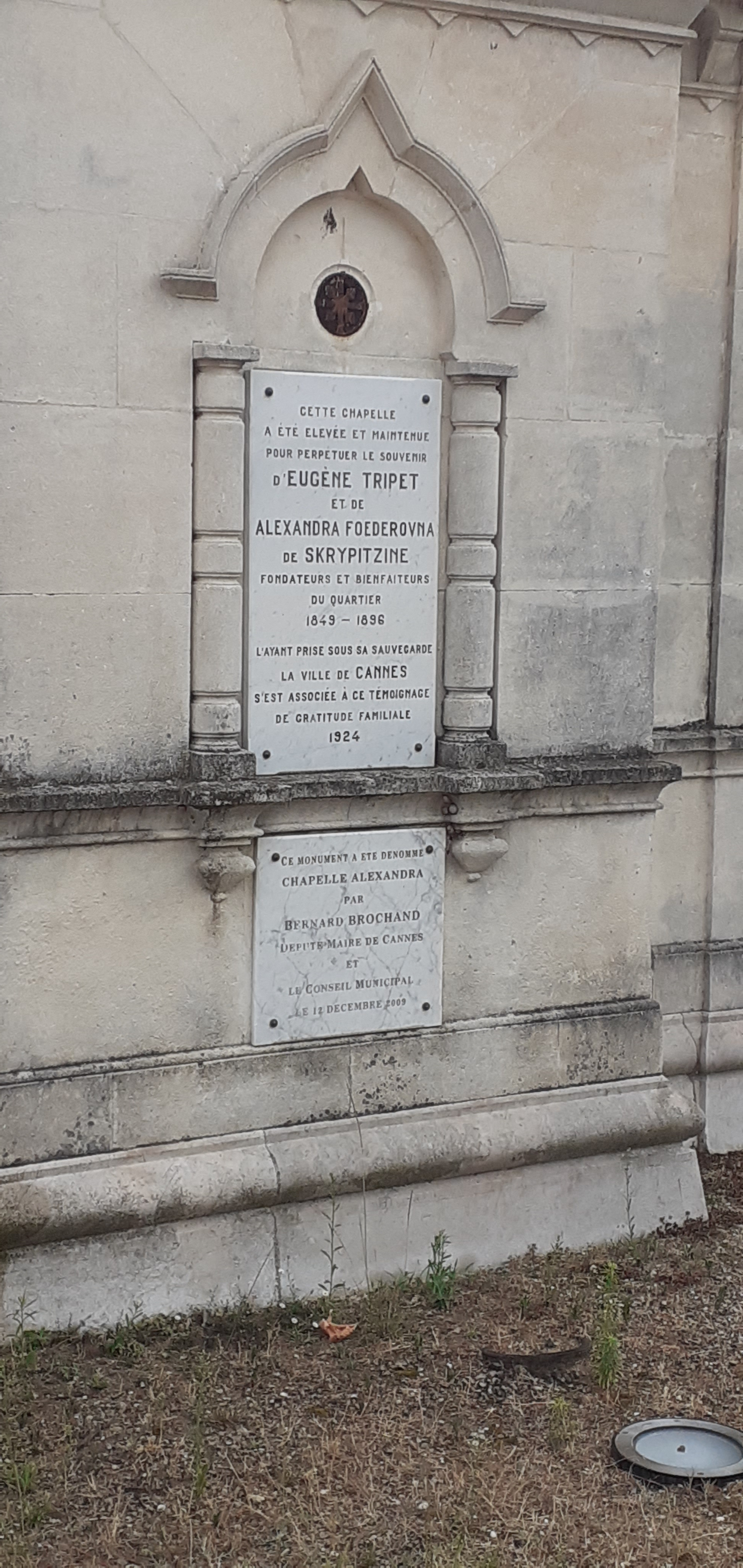
Plaque en mémoire des bienfaiteurs du quartier

En 1960, la villa Alexandra est détruite pour laisser place à l'actuelle résidence Alexandra Palace.

## Politique et administration
Le quartier Californie - Pezou appartient au canton de Cannes-Est.

## Urbanisme

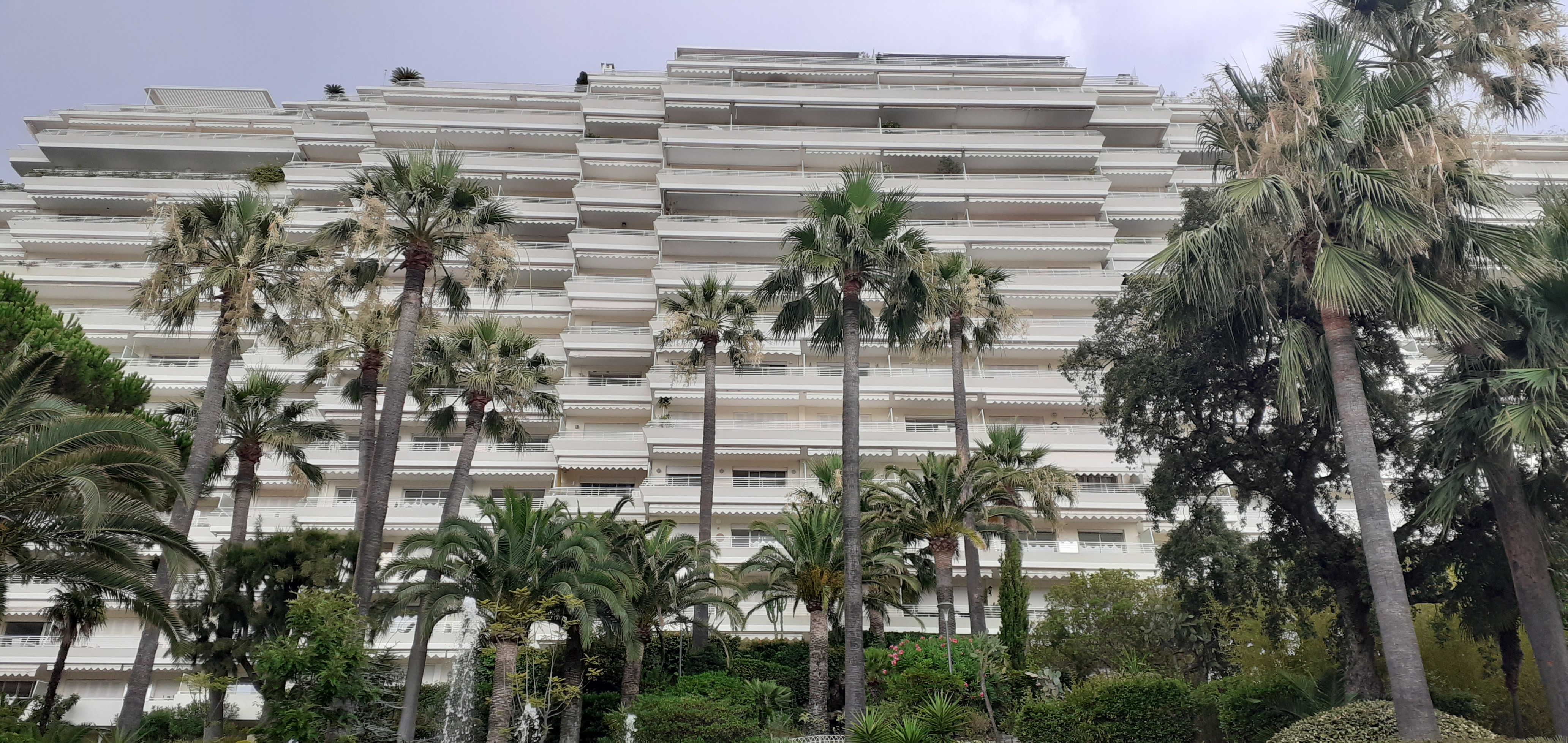
Vue sur l'imposante façade de la résidence Alexandra Palace

Sa situation géographique privilégiée fait du quartier Californie - Pezou une zone résidentielle recherchée constituée de bâtisses élégantes s'élevant au centre de parcs arborés d'une superficie souvent importante, malgré la disparition d'un certain nombre de ceux-ci, en raison d'une pression immobilière importante. Nombre de personnalités en ont fait leur résidence comme Jean-Gabriel Domergue (villa Domergue) ou Pablo Picasso (villa La Californie). Le site sommital sur lequel est érigée la tour d'observation de Super-Cannes est aujourd'hui la propriété de l'émir d'Abou Dhabi et laissé à l'abandon. Le donjon crénelé en béton armé du château d'eau (avenue du Château-d'eau), en meilleur état, domine également le paysage. Comme le palais des Victoires dans le quartier de La Bocca, la place du Commandant Maria est équipée d'un mobilier urbain en acier Corten.

## Transports

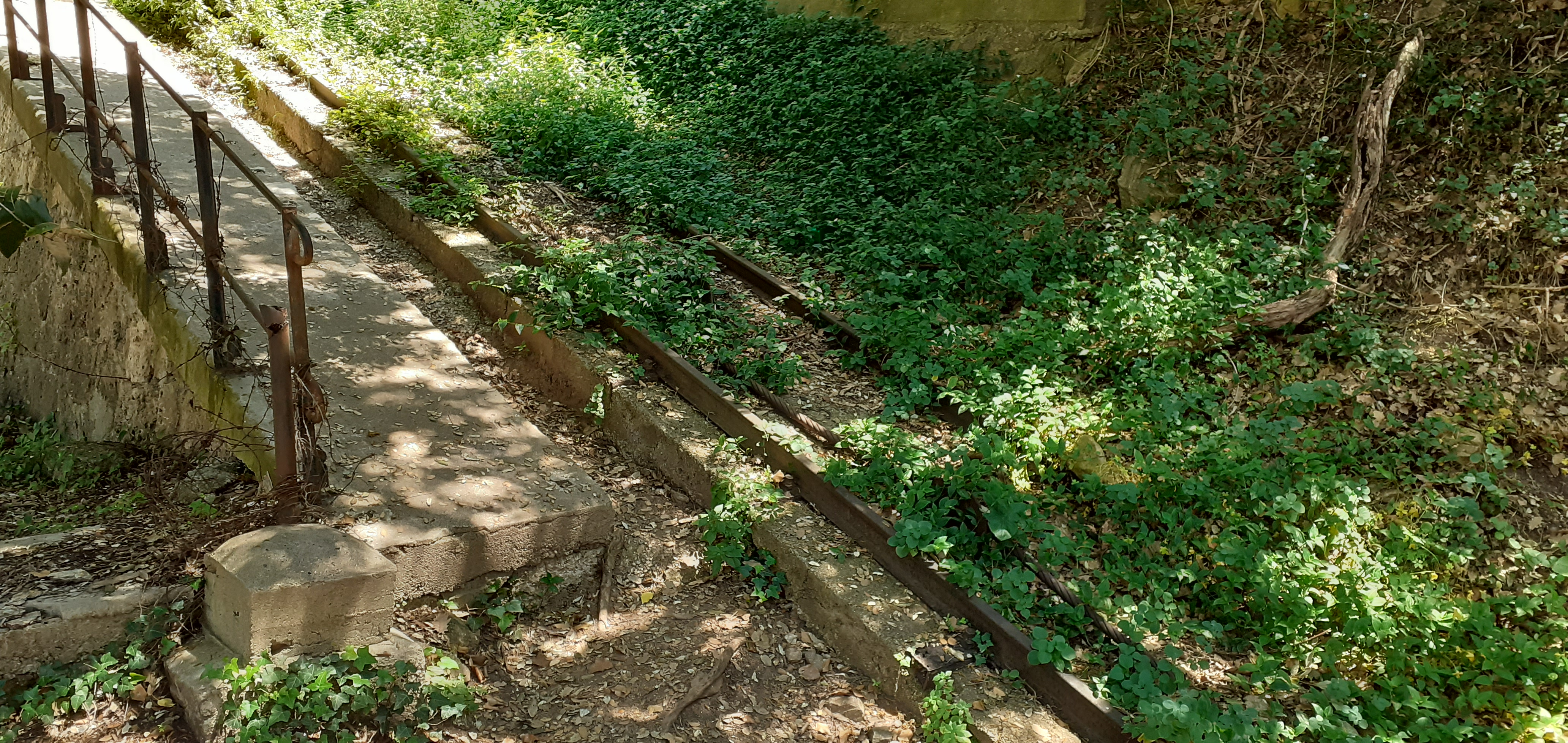
Vestiges du funiculaire reliant la basse Californie à Super-Cannes.

Le funiculaire de Super-Cannes qui conduisait à l'observatoire est également abandonné.

## Protection du patrimoine
Nombre d'édifices du quartier Californie - Pezou sont inscrits à l'inventaire général du patrimoine culturel au titre du recensement du patrimoine balnéaire de Cannes comme la villa Champfleuri, 44 à 48 avenue du Roi-Albert 1er et 14 à 30 avenue de la Favorite, dont le parc et les jardins sont inscrits au titre des Monuments historiques et ont obtenu le label « Patrimoine du XXe siècle », la villa Domergue, 15 avenue Fiesole, inscrite MH et label XXe, la villa La Californie, 18 avenue Coste Belle, la villa Fiorentina, 5 avenue de Poralto, le château Thorenc, 38 boulevard d'Oxford et 12 avenue d'Annam, le Pavillon de Genève, ancienne villa Clairette construite par l'architecte Charles Baron et reliée ultérieurement à l'hôtel d'Angleterre voisin, 1 boulevard Montfleury.

## Annexe

### Galerie

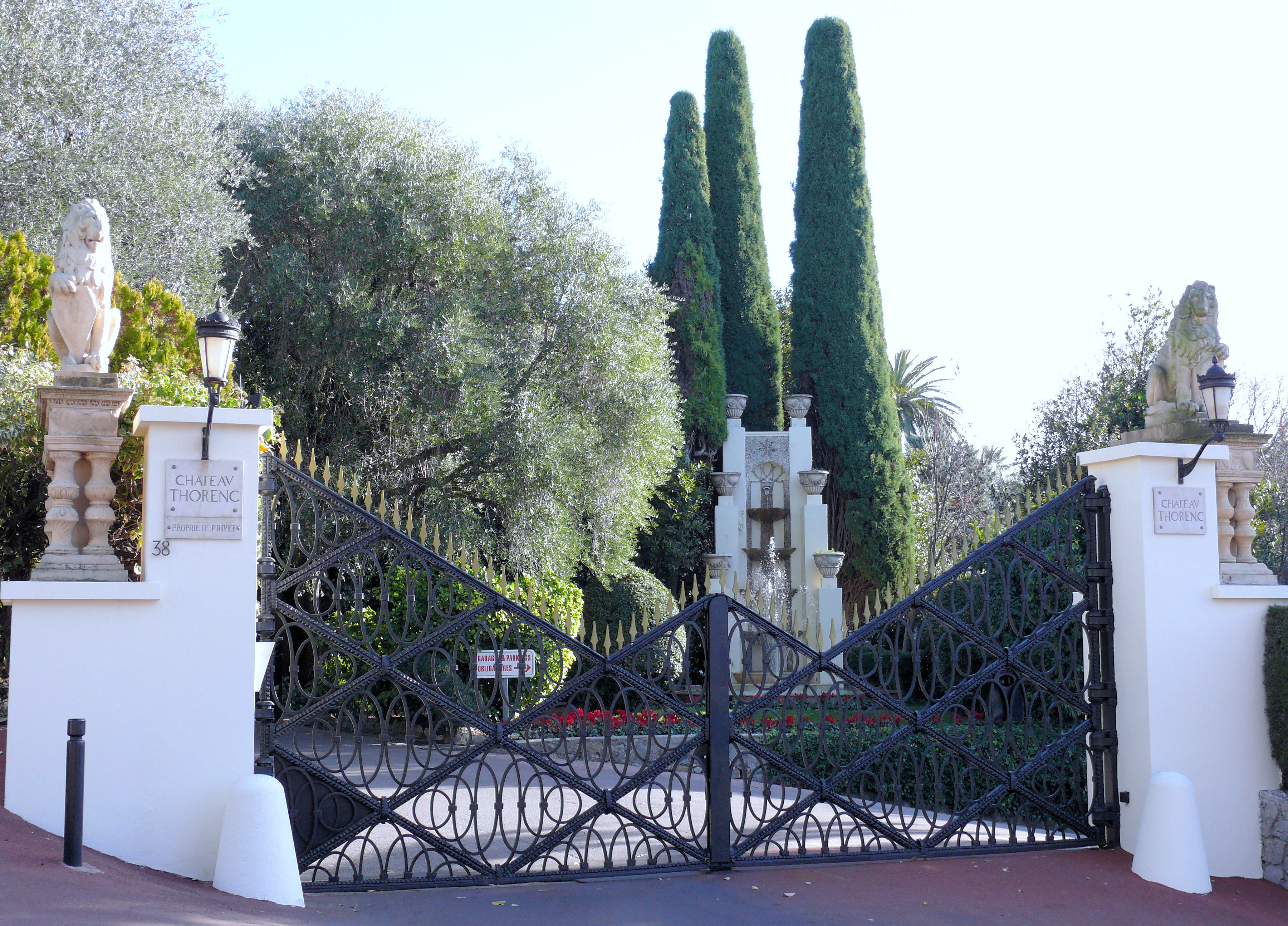
Entrée du château Thorenc
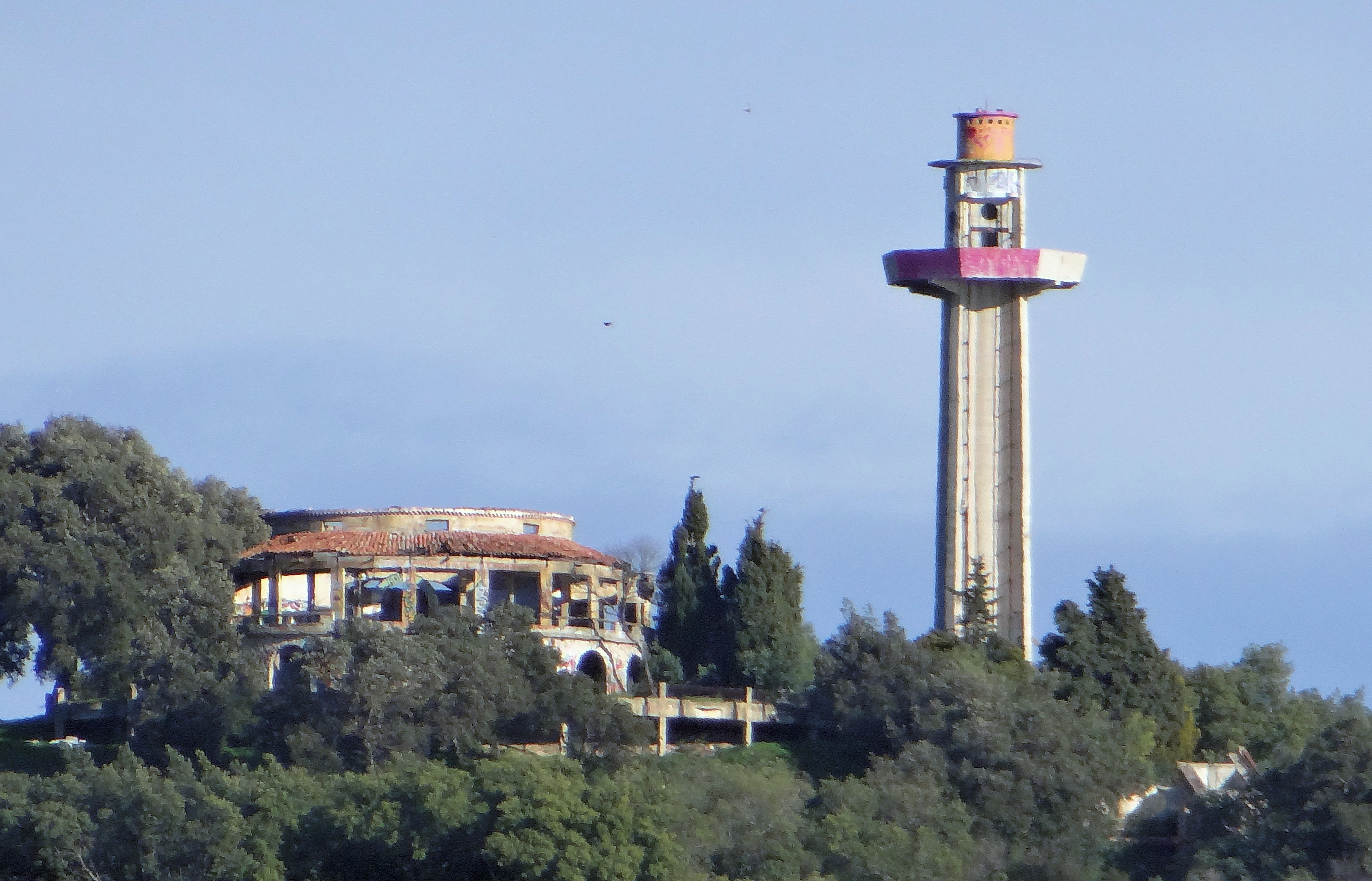
Observatoire et restaurant de Super Cannes abandonnés
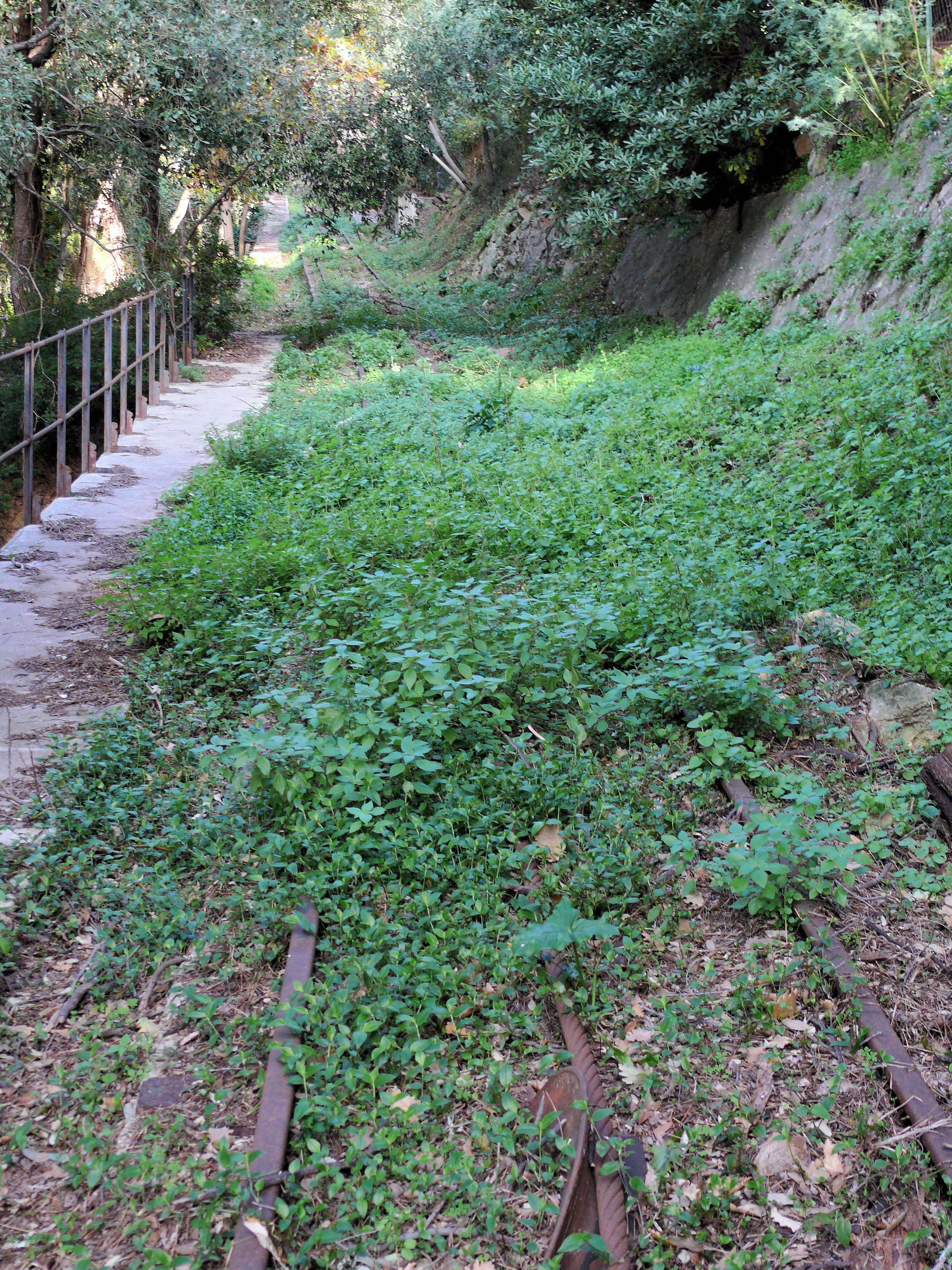
Voie abandonnée du funiculaire de Super-Cannes
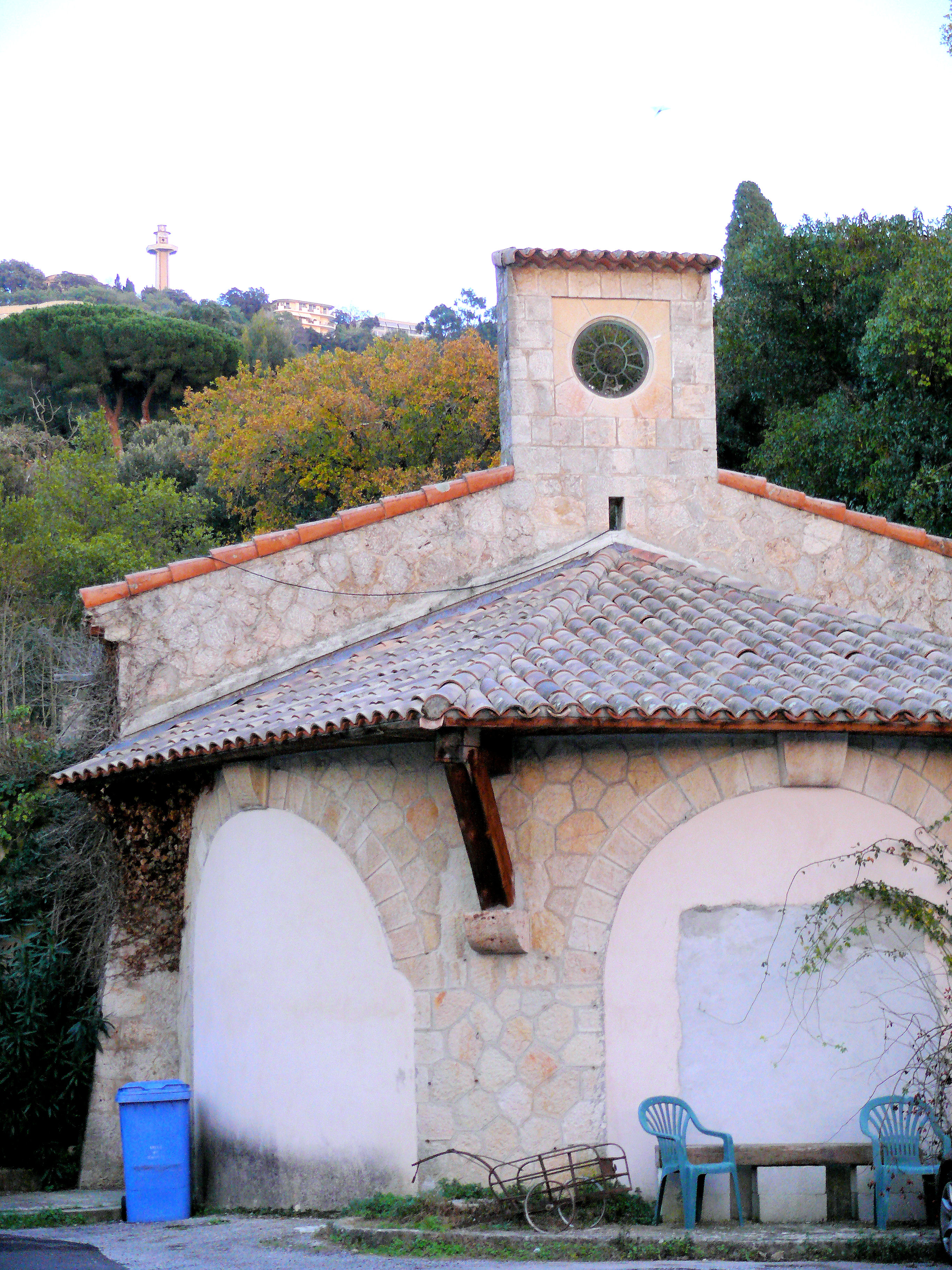
Gare inférieure du funiculaire
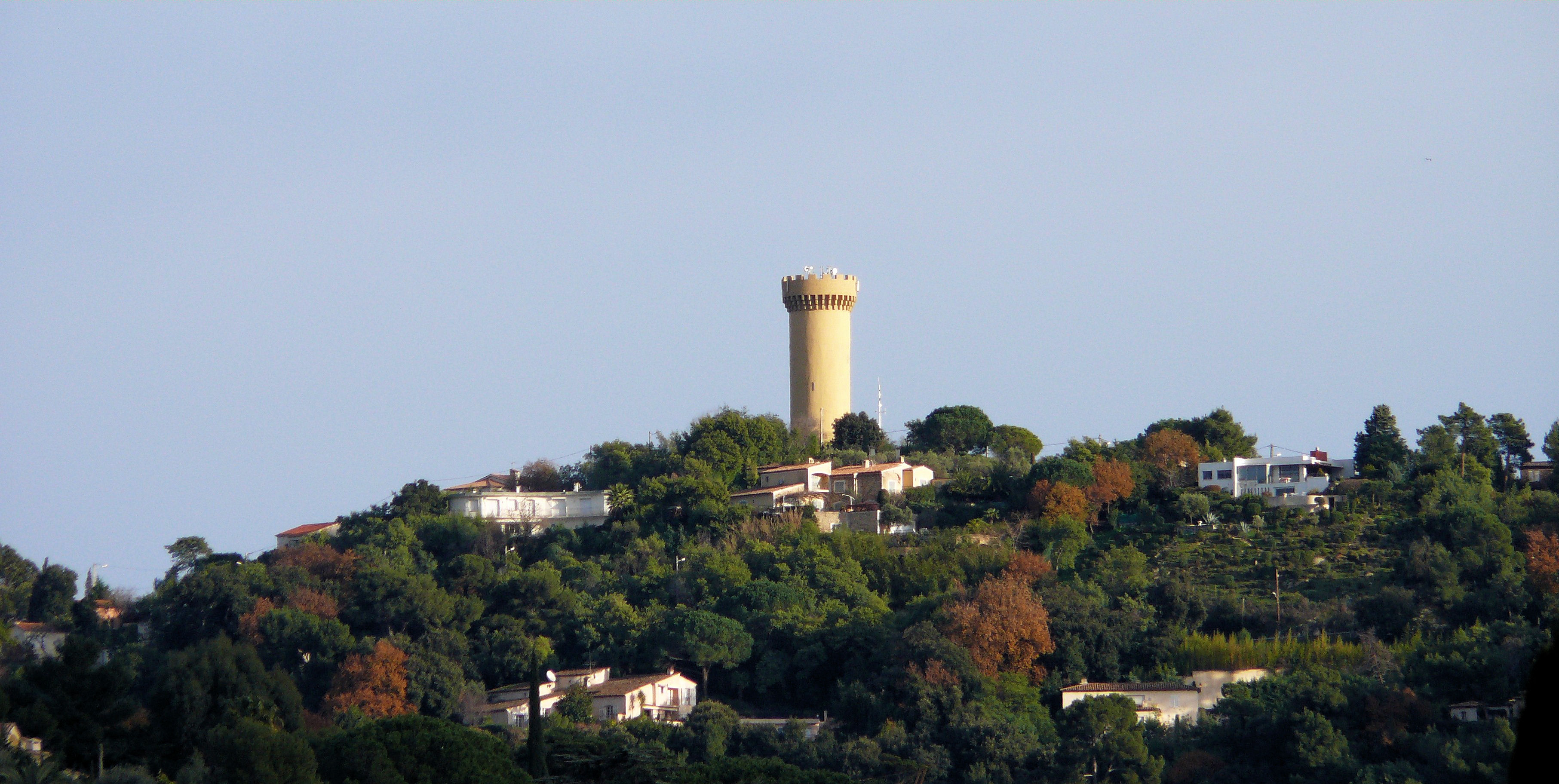
Château d'eau de Super-Cannes
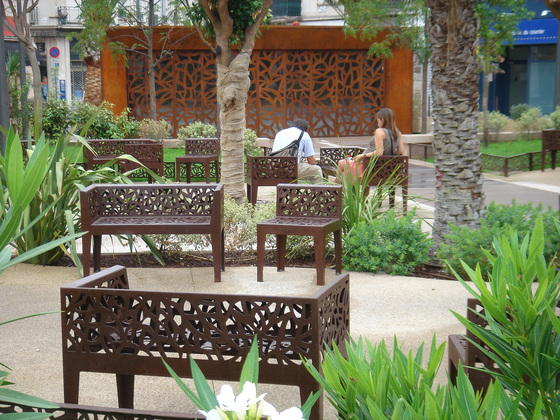
Aménagement en acier Corten de la place du Commandant Maria